# Gheorghe Șoldan
Gheorghe Șoldan (n. 18 iunie 1991, Cajvana, România) a fost un deputat român, ales în 2020-2024 din partea PSD. El este președintele consiliului județean Suceava din 24 Octombrie 2024.  